# Río Traful

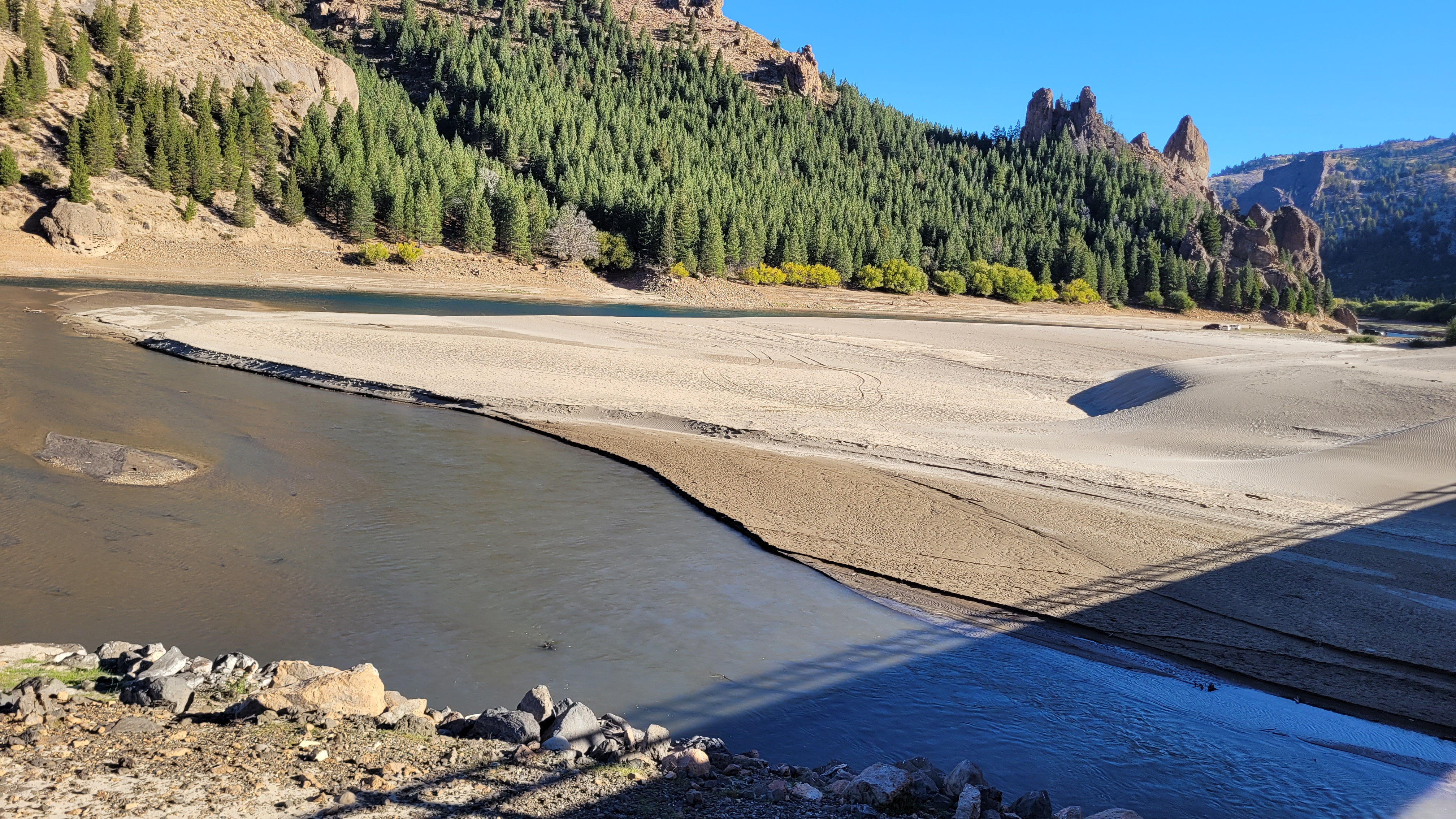
Confluencia Río Traful

El río Traful es un río corto ubicado en el sudoeste de la Argentina. Nace en el lago Traful, y recorre un amplio valle en dirección al este, hasta su desembocadura en el río Limay.
Sus afluentes más importantes son los ríos Minero o Mineros, Cuyín Manzano y Córdoba.
Está enteramente ubicado en el parque nacional Nahuel Huapi. Pero, al estar fuera del área de reserva ecológica, el paisaje se ha visto alterado en los últimos años del siglo XX. En sus nacientes está rodeado de bosques de cipreses, que se hacen progresivamente esporádicos hacia el este. No está permitida la navegación en este río, y la pesca está limitada a escasos lugares de acceso público, limitada a la modalidad "con mosca". No obstante, en estos lugares resulta un importante foco de atracción para los pescadores de salmónidos.
El paisaje del valle del Traful resulta interesante por la vista de las montañas circundantes, el río y los bosques. Pero, más aún, por el llamado "Valle Encantado" de sus últimos tramos, que comparte con el río Limay y con su tributario, el Cuyín Manzano. Este es un conjunto de extrañas formaciones rocosas, erosionadas durante milenios por la acción del viento, que resulta en curiosas formaciones, que recuerdan a almenas de castillos medievales.
A través del valle corren dos rutas provinciales, en parte paralelas, que dan acceso a los lagos Traful y Meliquina, por lo resulta muy concurrido por turistas que se dirigen a esos destinos. De todos modos, es necesario ser cuidadoso en la conducción por estos caminos, ya que se encuentran en mal estado de conservación.